# Naturschutzgebiet Lampertheimer Altrhein
Das Naturschutzgebiet Lampertheimer Altrhein liegt in einer ehemaligen Rheinschleife (Altrhein) im Westen der Stadt Lampertheim im Landkreis Bergstraße. Es ist rund 5,16 km² groß und eines der größten hessischen Naturschutzgebiete. Wesentliche Teilbereiche des Gebiets sind die ehemalige Flussinsel Biedensand und die grünlandgeprägte Bonnaue.
Die Fläche des Naturschutzgebiets ist mit identischem Zuschnitt auch als FFH-Gebiet und als EU-Vogelschutzgebiet DE-6316-401 Lampertheimer Altrhein ausgewiesen. Dadurch gehört das Gebiet zum europäischen Schutzgebietsnetz Natura 2000.

## Lage und Daten
Das Naturschutzgebiet liegt ca. 15 km nördlich von Mannheim (Baden-Württemberg) und etwa 5 km südöstlich von Worms (Rheinland-Pfalz), in unmittelbarer Nähe der hessischen Stadt Lampertheim im Dreiländereck Hessen–Baden-Württemberg–Rheinland-Pfalz. Das gesamte Naturschutzgebiet liegt östlich des Rheins auf hessischem Gebiet.
Neben dem ca. 25 km nördlich gelegenen Naturschutzgebiet Kühkopf-Knoblochsaue ist das Gebiet am Lampertheimer Altrhein das bedeutendste hessische Altrheinschutzgebiet.
Im Naturschutzgebiet liegen zwei Seen: das Welsche Loch und das Fretter Loch. Das Welsche Loch ist ein 40 ha großer Flachwassersee. Das gesamte Naturschutzgebiet ist für viele, teilweise bedrohte, Vogelarten Brutgebiet. Am Welschen Loch lebt eine Kormoran-Kolonie.

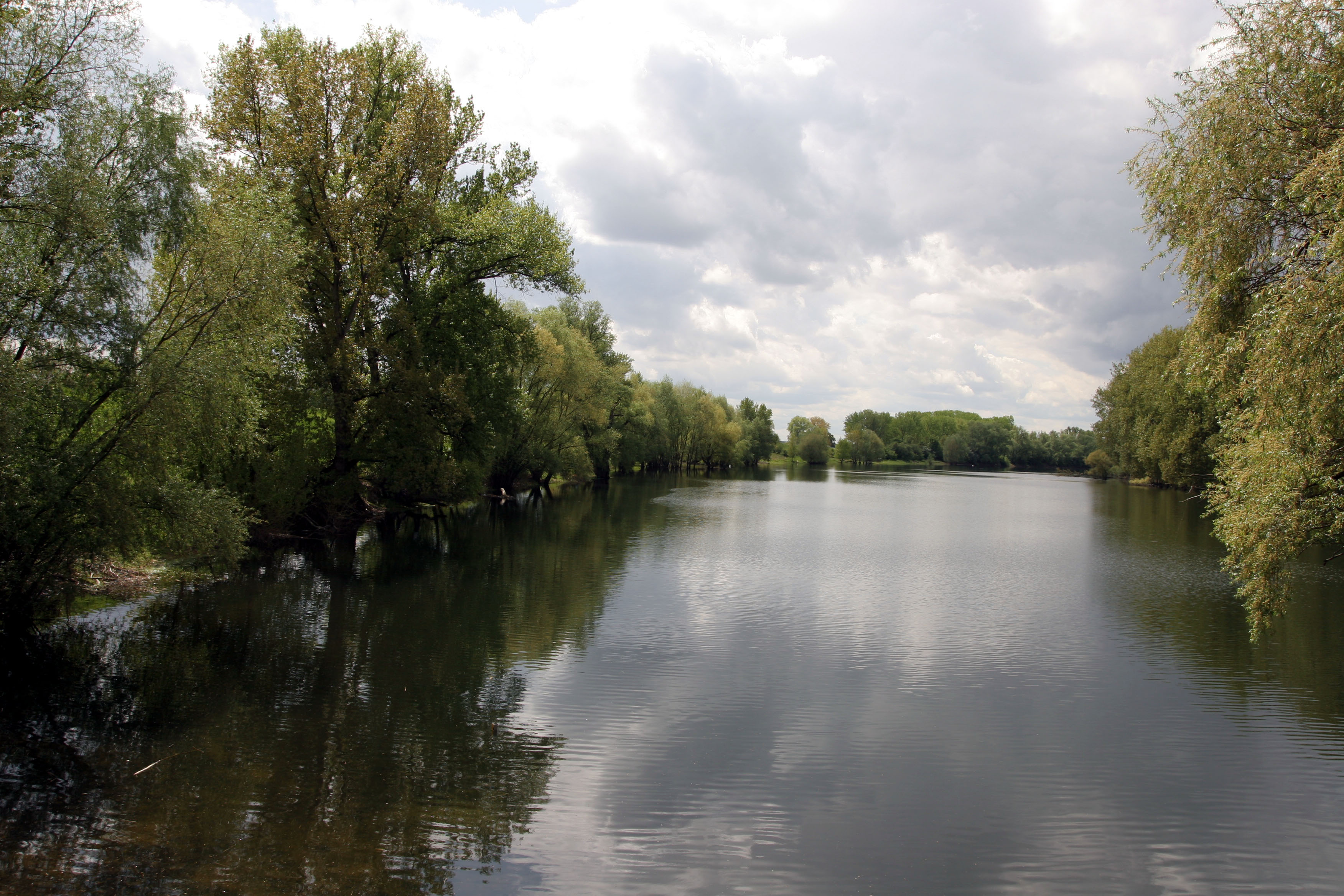
Ein Abschnitt des Altrheinarmes am Rand des NSGs (2008)
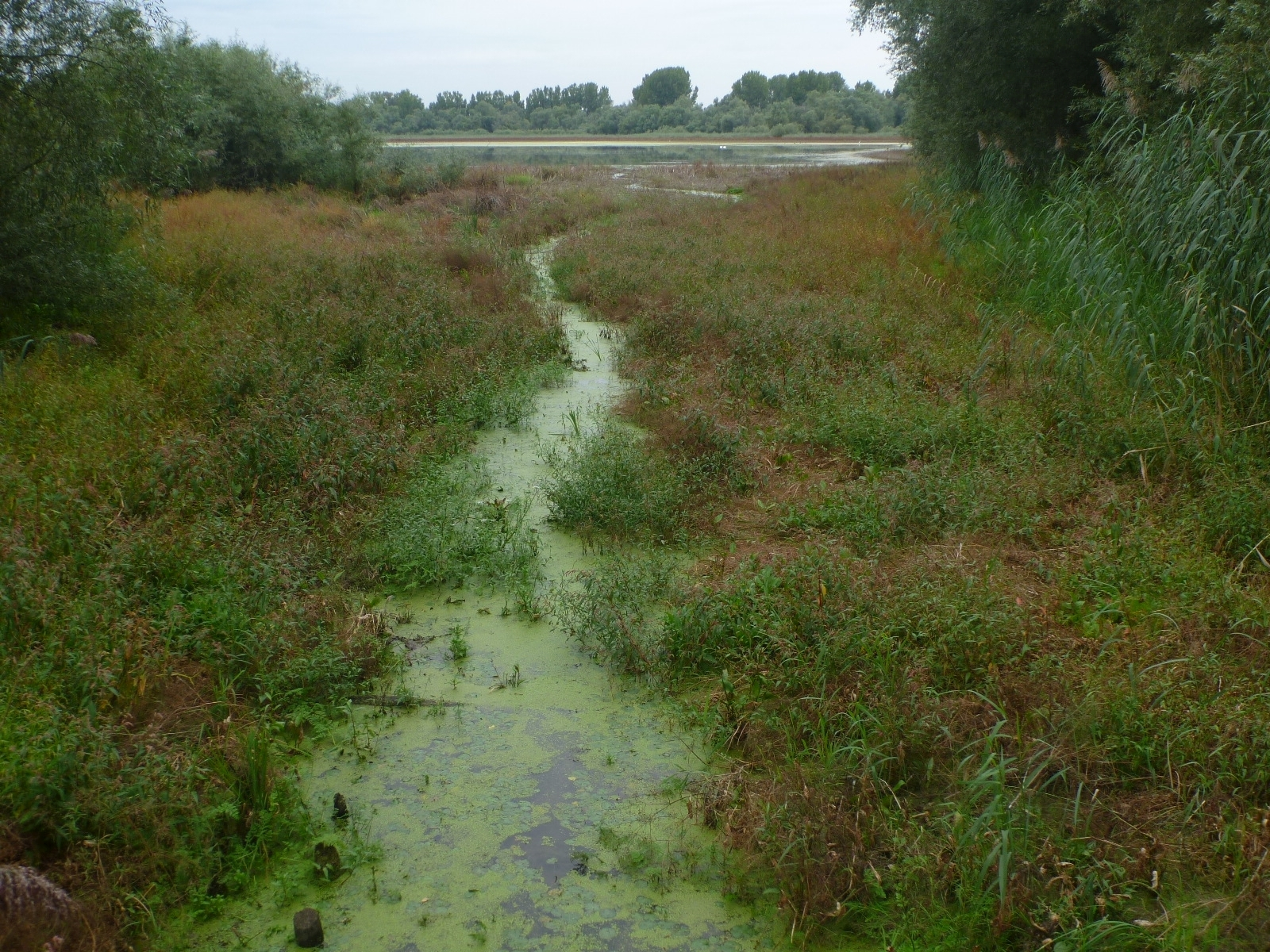
Blick auf das Welsche Loch im NSG (2011)
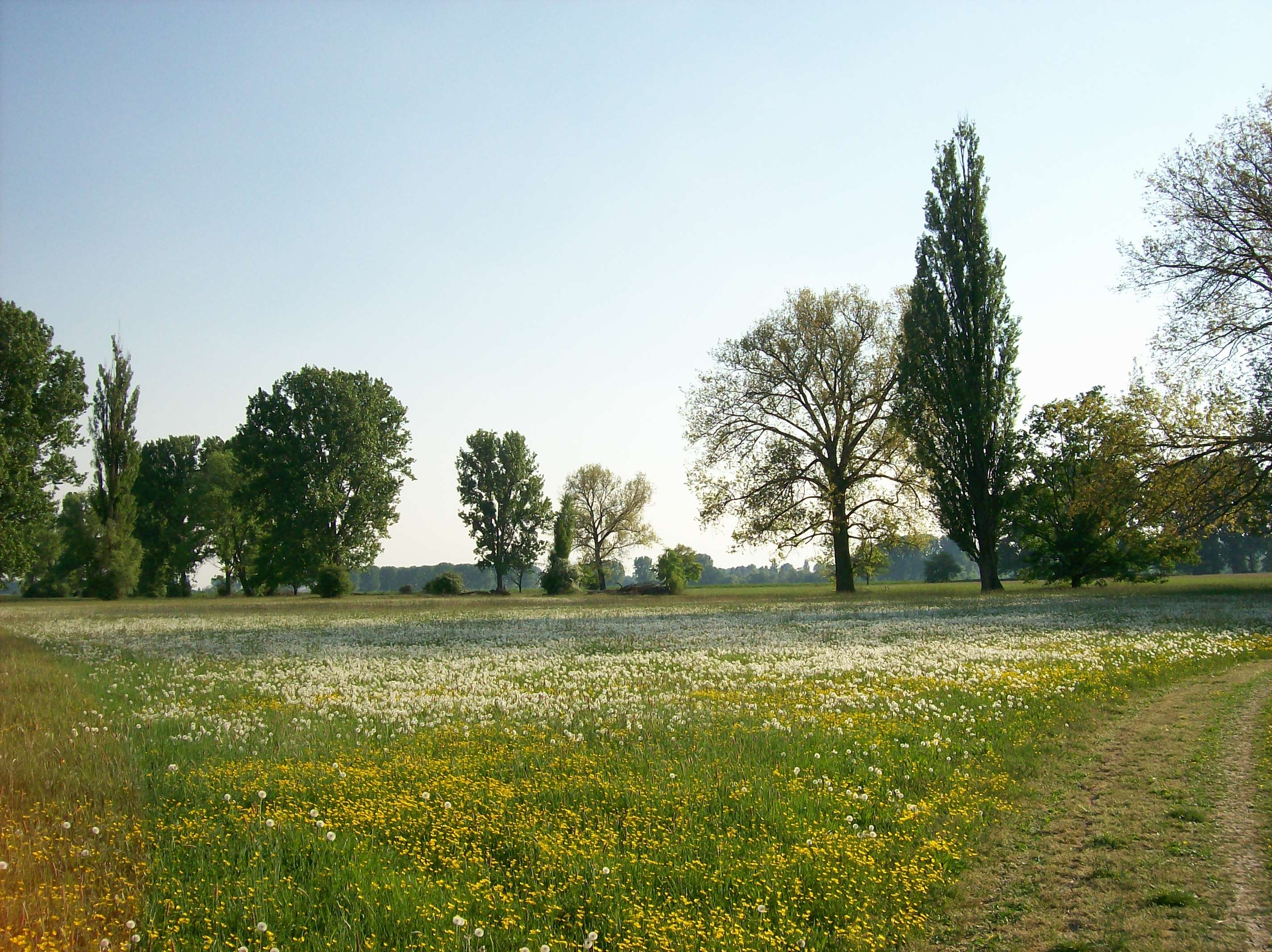
Grünland im Bereich Biedensand im NSG (2012)

## Geschichte
Die Entstehung des Lampertheimer (Alt)rheins lässt sich bis in das Jahr 1354 zurückverfolgen. Die damaligen Rheinbeschreibungen erwähnen zwei kleine Inseln im Rhein, den „Büdensand“ und den „langen Zeil“.
1878 bis 1879 erfolgte zur Rheinbegradigung der Durchstich des Rheins bei Lampertheim, womit der Lampertheimer Altrhein geschaffen wurde. Die Pläne zu dem Durchstich kamen von Johann Gottfried Tulla. Der Nackenheimer Schiffer Johann Welsch passierte als erster den neuen Wasserweg. Nach ihm wurde das Welsche Loch benannt.
Bereits 1926 wurden Teilbereiche des Lampertheimer Altrheins per Polizeiverordnung unter einen besonderen Schutz gestellt. 1937 wurde das Gebiet dann endgültig unter Naturschutz gestellt.
In jüngster Zeit geben die seit einigen Jahren ständig sinkenden Wasserpegel des Lampertheimer Altrheins Anlass zur Besorgnis bei verschiedenen Interessensgruppen, so dass ein Ausbaggern des Altrheinarmes diskutiert wird.